# Joël Holtzem
Joël Holtzem (* 8. Januar 1982) ist ein luxemburgischer Eishockeyspieler, der seit 2015 beim IHC Beaufort unter Vertrag steht und mit dem Klub seit 2016 in der zweitklassigen belgischen National League Division 1 spielt.

## Karriere
Joël Holtzem begann seine Karriere bei Hiversport Luxembourg. Nach einem Jahr bei Tornado Luxembourg, wo er 2001 luxemburgischer Meister wurde, kehrte er zu Hiversport zurück. Anschließend spielte er ein Jahr für den EC Eppelheim in der Baden-Württemberg-Liga. Nachdem er die Spielzeit 2006/07 beim EKU Mannheim Käfertal verbracht hatte, spielte er von 2007 bis 2011 zunächst in der Regionalliga Hessen und später in der Regionalliga West. Als die Mannschaft 2011 aufgelöst wurde, kehrte er zu Tornado Luxembourg zurück, wo er ebenfalls vier Jahre aktiv war und in der französischen Division 3, der vierthöchsten Spielklasse des Landes, spielte. Seit 2015 steht er beim IHC Beaufort unter Vertrag und spielt mit dem Klub seit 2016 in der zweitklassigen belgischen National League Division 1.

### International
Im Juniorenbereich spielte Holtzem mit Luxemburg zunächst bei der U18-D-Europameisterschaft 1998. Nach Einführung der Weltmeisterschaften war er 1999 und 2000 in der Europa-Division II aktiv. 2001 nahm er mit seinem Team an der Qualifikation zur Division III der U20-Weltmeisterschaft teil.
Für die luxemburgische Herren-Auswahl nahm Holtzem zunächst an der D-Weltmeisterschaft 2000 teil. Nach der Umstellung auf das heutige Divisionensystem spielte er bei der Weltmeisterschaft 2002 in der Division II sowie bei den Welttitelkämpfen der Division III 2003, 2007, 2008, 2011, 2012, 2016 und 2017.

## Erfolge und Auszeichnungen
- 2001 Luxemburgischer Meister mit Tornado Luxembourg
- 2003 Aufstieg in die Division II bei der Weltmeisterschaft der Division III
- 2017 Aufstieg in die Division II, Gruppe B, bei der Weltmeisterschaft der Division III